# Knives Out (cântec)
Knives Out este a șasea piesă de pe albumul Amnesiac al trupei britanice Radiohead. Albumul a fost lansat pe 4 iunie 2001 în Marea Britanie și pe 5 iunie în Statele Unite și Canada.